# Starostwo

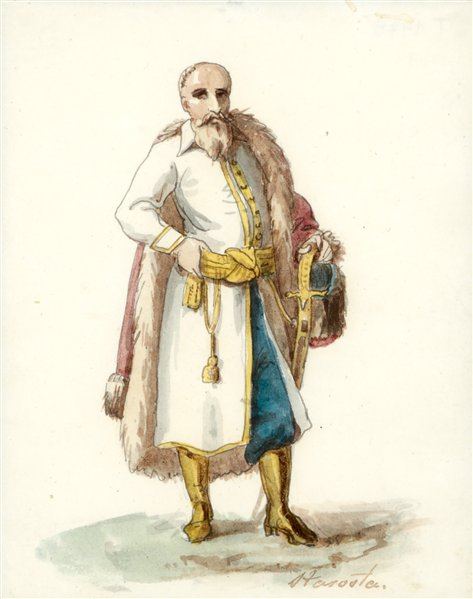
Staroste, de Kanutas Ruseckas, 1823

Starostwo (poloneză: [staˈrɔstfa], „seniorie” sau „stărostie”; în lituaniană seniūnija; în belarusă староства (starostva); în germană Starostei) a fost o unitate administrativă înființată în secolul al XIV-lea  în  cadrul Coroanei Regatului Poloniei, iar mai târziu în Uniunea statală polono-lituaniană, care a fost desființată odată cu împărțirea Poloniei din 1795. Aceste unități administrative au mai fost numite și królewszczyzna (domeniile regale).
Fiecare starostwo a fost administrată de un oficial numit  starosta (staroste). Starostele  primea această demnitate de la rege și o păstra pe toată durata vieții. Această poziției îi asigura un venit important starostelui. Adjunctul starostelui era cunoscut cu diferite nume precum podstarosta, podstarości, burgrabia, włodarz, or surrogator.
Au existat mai multe tipuri de starosti: 
- Starosta Generalny era funcționarul administrativ al unei anumite unități teritoriale: fie reprezentantul regelui, fie al marelui duce, fie al unei persoane direct responsabile.
- Starosta Grodowy a fost un oficial de nivel districtual (powiat) cu atribuții în domeniile fiscal, polițienesc și judecătoresc, el fiind responsabil și pentru punerea în execuție a hotărârilor judecătorești.
- Starosta Niegrodowy a fost supraveghetorul domeniilor regale.

După ce Polonia și-a recucerit independența în 1918 (până la  invadarea Poloniei din 1939) și în perioada 1944–1950, starostele a fost șeful administrației powiatelor, unitățile teritoriale subordonate voievodatelor. După reformele administrației locale din 1 ianuarie 1999, starostele a devenit șeful consiliului executiv al unui powiat, (zarząd powiatu), și șeful administrației locale (starostwo powiatowe), fiind ales de prin vot de membrii consiliului local (rada powiatu).